# Palazzo Farnese
A Palazzo Farnese vagy Farnese-palota egy történelmi épület Rómában,  az olasz állam tulajdonában, amelyet 1936-ban a francia kormánynak adtak át 99 éves időtartamra, olaszországi nagykövetsége céljára. A sangallói szintetizáló áramlat példája a 16. századi reneszánsz építészetben, az azonos nevű téren, a Regola kerületben áll. 
Giacomo Puccini Tosca című operája második felvonásának is ez a képzelt színhelye.

## Története
A palota tervezésével Alessandro Farnese bíboros (a későbbi III. Pál pápa) eredetileg a fiatalabb Antonio da Sangallo építészt bízta meg, miután 1495 és 1512 között megvásárolta a Ferriz-palotát és a környéken álló egyéb épületeket. Az 1514-ben elkezdődött munkálatokat a Sacco di Roma 1527-ben megszakította, és csak 1541-ben folytathatták, Farnese bíboros pápaságra való emelkedése után, az eredeti terv módosításaival, ugyancsak Sangallo irányításával. Az előtte álló tér is ekkor jött létre. 

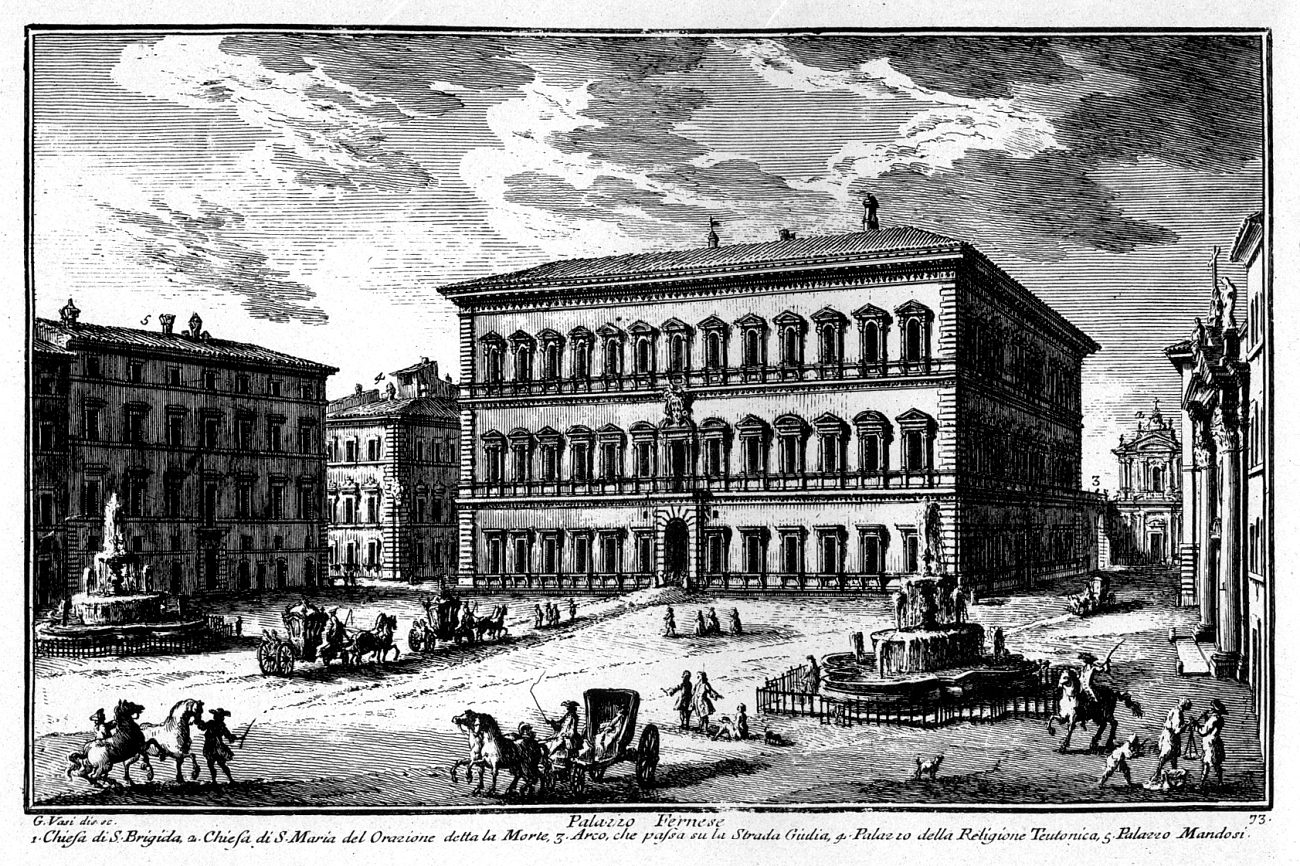
Giuseppe Vasi rézkarcán

Sangallo 1546-os halála után Michelangelo irányításával folytatódtak a munkák: neki tulajdonítható az a párkány, amely a homlokzat felső részét határolja, a központi portál feletti erkély a nagy Farnese-címerrel, és a belső udvar nagy részének kialakítása. 1549-ben a pápa halála ismét megszakította az építkezést. 
Egyéb munkákat Ruggero, a pápa unokaöccse végeztetett rajta, 1565-től 1575-ben bekövetkezett haláláig, Vignola irányításával. Végül Giacomo Della Porta, a pápa unokaöccse és a második Alessandro Farnese bíboros, a pápa másik unokaöccse folytatta. A palota hátsó traktusa a Tiberis irányában 1589-ben készült el, amelyet egy híddal kellett volna összekötni a Villa Farnesinával, amelyet 1580-ban vásároltak a másik parton, ám a híd sohasem készült el. 
Mérete és alakja miatt a palotát „Farnese diójának” hívták, és Róma négy csodája egyikének tekintették, a Cembalo dei Borghesével, a Scala dei Caetanival és a Porta dei Carbonianival. 
A 18. században Giuseppe Vasi a sajtóban Palazzo Regio Farnesének nevezte. Akkoriban VII. Károly nápolyi királynak, majd a spanyol Bourbon-család utolsó leszármazottjának, Erzsébetnek tulajdonában volt. 
1860–1863 között II. Ferenc nápoly–szicíliai király tartózkodott benne, királyságának elvesztése után. Ebből az alkalomból Antonio Cipolla építész végezte a munkálatokat, és néhány freskót is készítettek. 1874-ben II. Ferenc egy részét bérbe adta a francia kormánynak, amely oda helyezte át nagykövetségét, majd 1911-ben meg is vette a palotát. Ezt követően az olasz állam 1936-ban visszavásárolta, és 99 évre szimbolikus összegért újra kölcsönadta Franciaországnak, egy olyan paktum részeként, amely előírta, hogy az olasz államnak azonos feltételek mellett nyújtja az Hôtel de La Rochefoucauld-Doudeauville-t (más néven Hôtel de Boisgelin), amely Olaszország párizsi nagykövetségének jelenlegi székhelye. 
A nagykövetség mellett az épületben található École française (a római francia régészeti iskola) könyvtára.

## Leírása

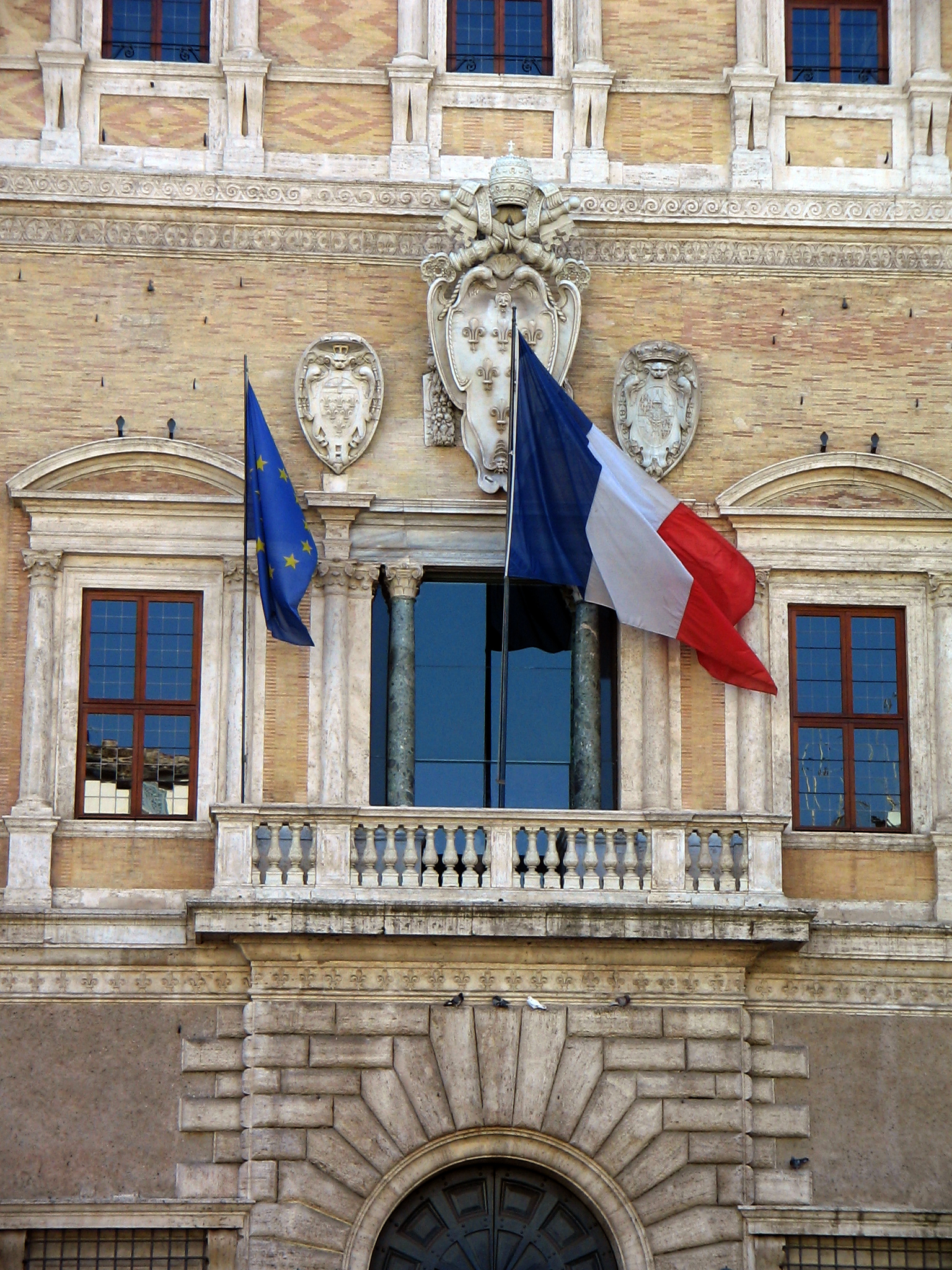
A Michelangelo által tervezett központi loggia, amelyet a Farnese-címer ural

A palota egy szökőkutakkal díszített tér egyik oldalán áll, amelyek újra felhasználják a Caracalla termáiból származó gránitmedencéket. A téglahomlokzat mészkőmezőkkel (56 méteres oldal) három szintre oszlik. A 13 ablak minden szinten különböző díszítésű, a felső emeletet váltakozva íves és háromszögű oromzat koronázza. 
A 2000-ben elvégzett restaurációk a homlokzat egyes részein albasi téglákkal (alig égetett, sárga és különösen porózus) és vasművekkel (jól kiégetett, vörös és nagyon ellenálló) alkották a dekorációt, még a színük elmosódása esetén is. Ezek a díszítések azonban a homlokzat jobb és bal oldalán eltérő logikát követnek. Ez utóbbi geometriailag meghatározott rombuszdíszítéssel rendelkezik, továbbá a legfelső emeleti ablakok timpanonjain virágos betétek vannak, amelyeket mindig kétszínű téglával készítenek. Ezeket a téglákat használják az ablakpárkányra is, amelynek jellegzetes bevágású felépítése van, feltehetően szerkezeti okokból. Az évek során ezek a dekorációk arra készültek, hogy a helyszínen vágott és hengerelt, gyönyörűen emelt udvarfalat szabadon hagyják. 
A homlokzat jobb oldala sokkal kevésbé gondosan van kiképezve, a kevés jól meghatározott rombusz a legtöbb kovácsművel ömlesztve a főpad felső részén, az ív közelében helyezkedik el. A reneszánsz Róma feltételezhetően legfontosabb nemesi palotájának homlokzati megoldása itt alátámasztja azt a hipotézist, miszerint az udvart le kell fedni, és hogy a tökéletesen sima és a szinte monolitikus borítás célja a stukkóvakolat vastagságának minimalizálása, a mészkőre két vagy három réteg a mésztejből hozva létre. Ezt a feltételezést támasztja alá az íveltség nyomainak megtalálása a korszak többi fontos építészeti remekén, például a Michelangelo által a Campidoglio-komplexumban alkotott Palazzo dei Conservatoriján.
Az előcsarnok három hajója dongaboltozattal van borítva, és vörös gránitból faragott dór oszlopok atarolják. 
A belső dekoráció különösen kifinomult. A Camera del Cardinalét már 1547-ben Daniele da Volterra (felső fríz), míg a Sala dei Fasti Farnesianit Francesco Salviati festette 1552 és 1556 között, majd Taddeo Zuccaro fejezte be, 1563-tól.
159-től a bolognai Annibale Carracci festette a Camerino Farnese nevű dolgozószoba és a híres Farnese-galéria mitológiai témájú freskóit fivérével, Agostinóval (1557–1602), 1597 és 1607 között.
Az udvaron eredetileg állott Herkules-szobor, a Farnese-Hercules,0 jelenleg a Nemzeti Régészeti Múzeumban, Nápolyban látható a Farnese-gyűjtemény számos más szobrával együtt. Ott tekinthetők meg Giacomo Della Porta Pietà dell'Abbondanza szobrai is, amelyeket eredetileg III. Pál pápa sírjára szánták.

## Bibliográfia
- AA. VV., Casa Farnese. Caprarola, Róma, Piacenza, Parma, Milánó, 1994
- Boiteux Martine, Le palais Farnèse: áttekintés és közvélemény, Róma: École française de Rome, MEFRIM: Mélanges de l'École française de Rome : Italie et mediterranée : 122., 2010. sz.

## Fordítás
- Ez a szócikk részben vagy egészben  a   Palazzo Farnese (Roma) című olasz Wikipédia-szócikk ezen változatának fordításán alapul.  Az eredeti cikk szerkesztőit annak laptörténete sorolja fel. Ez a jelzés csupán a megfogalmazás eredetét és a szerzői jogokat jelzi, nem szolgál a cikkben szereplő információk forrásmegjelöléseként.